# Danny Clark
Pour les articles homonymes, voir Clark.
Danny Clark (né le 30 août 1951 à Launceston) est un coureur cycliste australien. Spécialiste de la piste, il a notamment été deux fois champion du monde de keirin et deux fois champion du monde de demi-fond. Il s'est surtout illustré dans les six jours, où il compte 75 succès.

## Biographie
Danny Clark obtient son premier succès international à 19 ans en prenant la médaille d'argent en poursuite lors des Jeux du Commonwealth britannique. Deux ans plus tard, lors des Jeux olympiques de Munich en 1972, il remporte la médaille d'argent du kilomètre. Après être devenu champion d'Australie à quatre reprises, il rejoint les professionnels.
En 1974, il remporte avec Frank Atkins à Sydney, sa première course de six jours. Il déménage ensuite en Europe, où ses perspectives professionnelles en tant que cycliste professionnel sont bien meilleures. Il vit de nombreuses années en Belgique.
Avec son compatriote Donald Allan, il gagne lors de la saison 1976/1977 sa première victoire européenne en six jours, lors des Six Jours de Gand. Ensemble, ils obtiennent 15 succès en courses de six jours. Avec le Britannique  Anthony Doyle, il remporté 19 autres courses de six jours. Au total, Clark a débuté 235 courses de six jours en 23 ans de carrière professionnelle et en a remporté 74. Il figure  à la deuxième place derrière Patrick Sercu sur la "liste éternelle" des vainqueurs des six jours. Parmi les autres partenaires de Clark figurent : Francesco Moser, René Pijnen, Urs Freuler et Dietrich Thurau. Il remporte sa dernière course de six jours en novembre 2000 à Nouméa  (avec Graeme Brown) à l'âge de 49 ans, ce qui fait de lui le plus vieux vainqueur sur une course de six jours.
En plus de ses succès sur les six jours, il est sept fois champion d'Europe de l'omnium, trois fois derrière derny et deux fois de la course à l'américaine. En 1980, il devient le premier champion du monde de keirin de l'histoire à Besançon. L'année suivante, il conserve son titre et est vice-champion du monde de la course aux points. En 1982 et 1983, il est également médaillé d'argent du keirin. En 1988 et 1989, il est champion du monde de demi-fond.
Pendant les courses de six jours, Clark est non seulement un des meilleurs coureurs, mais il s'illustre également en tant qu'artiste. Il se donne souvent en spectacle pendant les pauses, en chantant et jouant de la guitare.
En 1989, avec la fin de sa carrière il retourne en Australie et vit des années difficiles, son mariage s'étant rompu. En 2014, il participe à la 50e édition des Six jours de Brême et remporté la course des stars à 62 ans. Il apparaît également tous les soirs en tant que musicien,.
En décembre 2014, à 63 ans, il participe au championnat d'Australie de course à l'américaine. Avec son partenaire George Tansley, âgé de 21 ans, il termine 13e sur 18 équipes.

## Palmarès sur piste

### Jeux olympiques
- Munich 1972
  -  Médaillé d'argent du kilomètre

### Championnats du monde
- Besançon 1980
  -  Champion du monde de keirin
- Brno 1981
  -  Champion du monde de keirin
  -  Médaillé d'argent de la course aux points
- Leicester 1982
  -  Médaillé d'argent du keirin
- Zurich 1983
  -  Médaillé d'argent du keirin
- Bassano del Grappa 1985
  -  Médaillé d'argent du demi-fond
- Vienne 1987
  -  Médaillé d'argent de demi-fond
- Gand 1988
  -  Champion du monde de demi-fond
- Maebashi 1990
  -  Médaillé de bronze de demi-fond
  -  Médaillé de bronze de la course aux points
- Stuttgart 1991
  -  Champion du monde de demi-fond

### Six Jours
- Six Jours de Sydney : 1974 (avec Frank Atkins)
- Six Jours de Gand : 1976, 1979, 1982 (avec Donald John Allan), 1986 (avec Anthony Doyle), 1987, 1994 (avec Etienne De Wilde), 1990 (avec Roland Günther)
- Six Jours de Münster : 1977, 1980 (avec Donald John Allan), 1988 (avec Anthony Doyle)
- Six Jours de Rotterdam : 1977, 1978, 1985 (avec René Pijnen), 1981 (avec Donald John Allan), 1986 (avec Francesco Moser), 1987 (avec Pierangelo Bincoletto), 1988 (avec Anthony Doyle)
- Six Jours d'Anvers : 1978 (avec Freddy Maertens), 1987 (avec Etienne De Wilde)
- Six Jours de Londres : 1978, 1980 (avec Donald John Allan)
- Six Jours de Copenhague : 1978 (avec Donald John Allan), 1986, 1987 (avec Anthony Doyle), 1989, 1992 (avec Urs Freuler), 1990, 1991 (avec Jens Veggerby), 1995 (avec Jimmi Madsen)
- Six Jours de Herning : 1978, 1982 (avec Donald John Allan)
- Six Jours de Brême : 1979 (avec René Pijnen), 1987 (avec Dietrich Thurau), 1988 (avec Anthony Doyle), 1990 (avec Roland Günther), 1994 (avec Andreas Kappes)
- Six Jours de Maastricht : 1979 (avec Donald John Allan), 1984 (avec René Pijnen), 1985, 1987 (avec Anthony Doyle)
- Six Jours de Hanovre : 1980 (avec Donald John Allan)
- Six Jours de Cologne : 1980 (avec René Pijnen), 1985 (avec Dietrich Thurau), 1989 (avec Anthony Doyle)
- Six Jours de Munich : 1980, 1981 (avec Donald John Allan), 1986 (avec Dietrich Thurau), 1988, 1990 (avec Anthony Doyle)
- Six Jours de Grenoble : 1980 (avec Bernard Thévenet), 1989 (avec Gilbert Duclos-Lassalle)
- Six Jours de Dortmund : 1982 (avec Henry Rinklin), 1983, 1986, 1988 (avec Anthony Doyle), 1987 (avec Roman Hermann), 1991, 1995 (avec Rolf Aldag)
- Six Jours de Berlin : 1983, 1986, 1988 (avec Anthony Doyle), 1984 (avec Horst Schütz), 1985 (avec Hans-Henrik Ørsted)
- Six Jours de Bassano del Grappa : 1986 (avec Roberto Amadio et Francesco Moser), 1988 (avec Francesco Moser), 1989 (avec Adriano Baffi)
- Six Jours de Launceston : 1986 (avec Anthony Doyle)
- Six Jours de Paris : 1986 (avec Bernard Vallet), 1988 (avec Anthony Doyle)
- Six Jours de Stuttgart : 1989 (avec Uwe Bolten), 1992 (avec Pierangelo Bincoletto), 1995 (avec Etienne De Wilde)
- Six Jours de Buenos Aires : 1993 (avec Marcelo Alexandre)
- Six Jours de Nouméa : 2000 (avec Graeme Brown)

### Jeux du Commonwealth

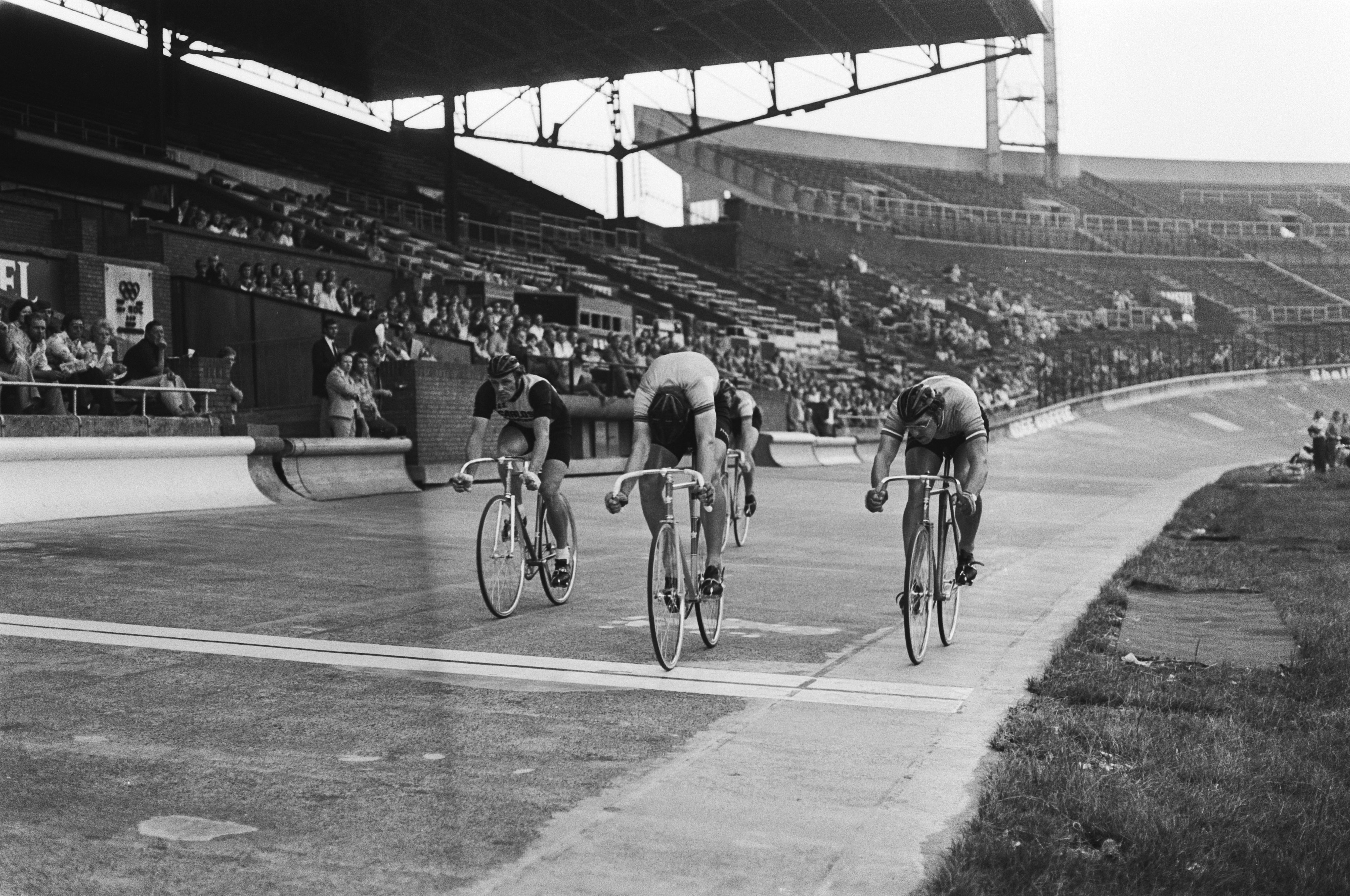
Danny Clark (à gauche), lors d'une compétition sur piste au Stade olympique d'Amsterdam en 1976.

- 1970
  -  Médaillé d'argent de la poursuite

### Championnats d'Europe
- 1976
  -  Médaillé d'argent de l'américaine
- 1978
  -  Champion d'Europe de l'omnium
  -  Médaillé d'argent de l'américaine
- 1979
  -  Champion d'Europe de l'omnium
  -  Champion d'Europe de l'américaine (avec Donald Allan)
- 1984
  -  Champion d'Europe de l'omnium
- 1985
  -  Champion d'Europe de l'omnium
  -  Champion d'Europe du derny
- 1986
  -  Champion d'Europe de l'omnium
  -  Champion d'Europe du derny
- 1987
  -  Médaillé d'argent du derny
- 1988
  -  Champion d'Europe de l'omnium
  -  Champion d'Europe de demi-fond
  -  Champion d'Europe de l'américaine (avec Tony Doyle)
- 1989
  -  Médaillé d'argent du derny
- 1990
  -  Champion d'Europe du derny

### Championnats d'Australie
- Champion d'Australie du kilomètre : 1971, 1972 et 1973
- Champion d'Australie de poursuite : 1973
- Champion d'Australie de l'américaine : 1990 (avec Robert Bruns), 1993 (avec Matthew Gilmore)

## Palmarès sur route
- 1978
  - 2e du Grand Prix Raf Jonckheere
- 1980
  - Athens Twilight Criterium
- 1981
  - Athens Twilight Criterium
- 1985
  - 3e du Circuit Escaut-Durme
- 1987
  - Circuit Escaut-Durme
  - 3e du Grand Prix Beeckman-De Caluwé
- 1990
  - Lakes Tour :
    - Classement général
    - 2ea étape
- 1992
  - 19e étape du Miller Superweek
- 2000
  - 3e étape du Tour de Tasmanie

## Distinctions
- Temple de la renommée du cyclisme en Australie